# HP 9100A

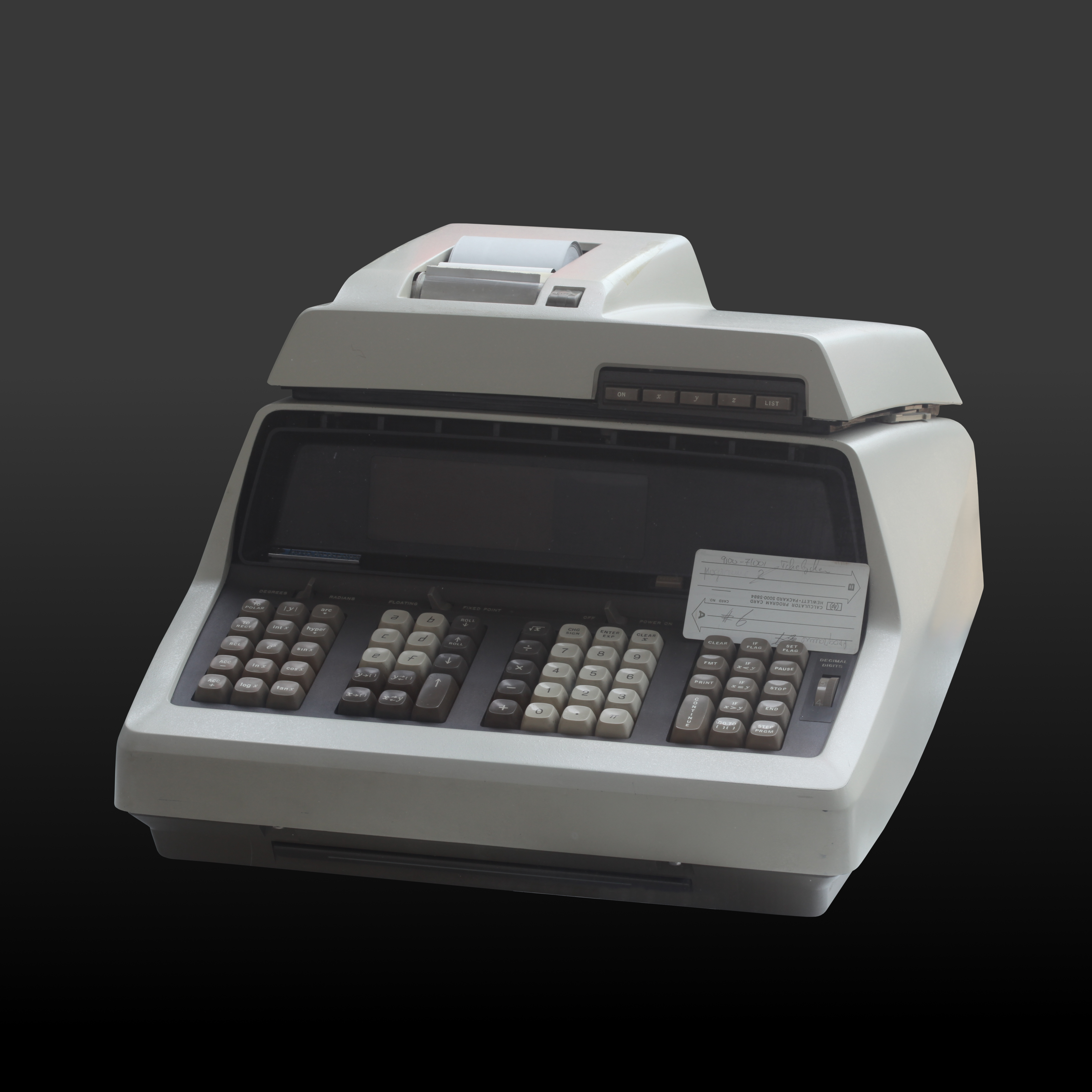
「新しい ヒューレット・パッカード 9100A パーソナルコンピュータ」は「あなたを大型コンピュータの順番待ちから解放することでしょう」

HP 9100Aは1968年にヒューレット・パッカードが発売したコンピュータあるいはプログラム電卓。同社はこれを卓上計算機と呼んだ。この理由についてビル・ヒューレットは「もしHP 9100Aをコンピュータと呼んだら、それはIBMらしくないという理由で顧客のコンピュータ担当者に断られただろう。そこで私たちは計算機と呼ぶことに決め、そのような戯言は消え去った。」と語っている。
1968年のサイエンス誌に掲載されたHP 9100Aの広告には、「パーソナルコンピュータ」という語句が使われた最も古い記録の一つとされている。

## 歴史
本機のプロトタイプはHPがプロジェクトを立ち上げたときに入社してきた技術者のトム・オズボーンによって製作された。
当時の技術的な功績として、論理回路は集積回路を一切使わずに製作され、CPUは専らディスクリート部品によって構成されていた。CRT、磁気カード記憶、およびプリンターの構成で価格はUS$5,000(2023年時点の$43,809と同等)であった。
9100Aは三角関数、対数関数、指数関数といった現代的な定義での最初の関数電卓で、ヒューレット・パッカードの RPN (逆ポーランド記法） 入力を用いた電卓の長い歴史の始まりであった。ただし、RPN は現在の4レベル RPN ではなく、3レベル RPN という古い方式であった。
磁気カードやアーキテクチャなど、本機はプログラマ101のいくつかの技術を取り入れており、その類似性からヒューレット・パッカードはオリベッティに90万ドルのロイヤルティーを支払った。